# 魏爾康
魏爾康（？—？）。山東濟寧州人，清初官員。

## 生平
崇禎九年（1636年）魏爾康舉丙子科山東鄉試五十九名，明亡仕清，順治三年（1646年）登進士，此爲清朝首次開科。同年，出任順天府固安縣知縣。同年十月，順治帝出獵，駐蹕辛家莊，魏爾康隨霸州道張儒秀一同朝見，獲賜御膳及衣帽等物。